# Marco André Rocha Pereira
Marco André Rocha Pereira (sinh ngày 12 tháng 1 năm 1987 ở Castelo de Paiva, Aveiro), hay đơn giản Marco, là một cầu thủ bóng đá người Bồ Đào Nha thi đấu cho C.D. Santa Clara ở vị trí thủ môn.